# Большая Усолка
Большая Усолка — река в России, протекает в Пермском районе Пермского края. Длина реки составляет 14 км.
Начинается в липовом лесу между горами Собачья и Иван-Гора у нефтепровода и линии электропередач. Течёт в общем северном направлении через урочище Хлопуши, деревни Болдино и Кеты. Устье реки находится в 14 км по правому берегу реки Нижняя Мулянка на территории деревни Кичаново.
Основные притоки — Гальничная (лв) и Подборная (пр, впадает в 3,5 км от устья).

## Данные водного реестра
По данным государственного водного реестра России относится к Камскому бассейновому округу, водохозяйственный участок реки — Кама от Камского гидроузла до Воткинского гидроузла, речной подбассейн реки — бассейны притоков Камы до впадения Белой. Речной бассейн реки — Кама.
Код объекта в государственном водном реестре — 10010101012111100014028.